# Težni pospešek
Téžni pospéšek, pospéšek pròstega páda ali gravitácijski pospéšek (oznaka g) je pospešek, s katerim na Zemljinem površju telesa zaradi vpliva težnosti prosto padajo. Zaradi vrtenja Zemlje je težni pospešek na polih večji kot na ekvatorju, poleg tega pa je odvisen še od sploščenosti Zemlje, nadmorske višine in sestave zemeljske skorje.
Iz splošnega gravitacijskega zakona se vidi, da je težni pospešek zmnožek gravitacijske konstante in mase Zemlje, deljen s kvadratom Zemljinega polmera.

## Vrednost težnega pospeška
Britanski National Physical Laboratory podaja za oceno težnega pospeška izraz:
{\displaystyle g=9{,}7803184\left(1+A\sin ^{2}\varphi -B\sin ^{2}2\varphi \right)-3{,}086\cdot 10^{-6}h\!\,,}
kjer je:
- A = 0,005 302 4
- B = 0,000 005 9
- φ – zemljepisna širina
- h – nadmorska višina, izražena v metrih

V letalstvu in astrodinamiki se uporablja dogovorjena povprečna vrednost težnega pospeška (standardni težni spospešek) 9,80665 m/s².

## Vplivi na težni pospešek
Težni pospešek se spreminja s krajem. Najpomembnejša je odvisnost od zemljepisne širine. Pri tem sta pomembna dva pojava. Prvič, zaradi vrtenja Zemlje je vsak opazovalni sistem, vezan na Zemljino površje, neinercialen. Opazovalec v takem sistemu čuti sistemsko silo, v tem primeru je to centrifugalna sila, ki je usmerjena nasprotno od sile težnosti. Težni pospešek je zato na ekvatorju, kjer se vrtenje Zemlje najbolj pozna, približno 9,789 m/s², na polih, kjer se ne pozna, pa 9,823 m/s². Drugi razlog je sploščenost Zemlje – zaradi vrtenja je Zemlja na polih sploščena, zato je polmer na polih za 43 km manjši od tistega na ekvatorju. Ker je na ekvatorju razdalja od središča Zemlje večja, sila teže pa pada s kvadratom razdalje, pomeni, da je tudi zaradi sploščenosti Zemlje težni pospešek na ekvatorju manjši kot na polih. Vsi vplivi skupaj nanesejo razliko 0,052 m/s², kar pomeni, da se teža telesa med dvema točkama na Zemljini površini spreminja za približno 0,5 %.